# Diemerswil
Diemerswil is een gemeente en plaats in het Zwitserse kanton Bern, en maakt deel uit van het district Bern-Mittelland.
Diemerswil telt 188 inwoners.